# Chlorophyllum subrhacodes
Chlorophyllum subrhacodes (лат.) — вид грибов из семейства Шампиньоновые (Agaricaceae).

## Таксономия
Вид впервые описан американским ботаником Уильямом Мёррилом в 1943 году в журнале Lloydia как Lepiota subrhacodes. По результатам филогенетического анализа 2002 года, вид был переведён в род Chlorophyllum.

## Описание
- Шляпка 7—10 см в диаметре, в молодом возрасте шаровидной, затем колокольчатой и почти плоской формы, с бугорком в центре, сухая, белого, кремового или светло-коричневого цвета, покрытая коричневыми чешуйками.
- Мякоть мягкая, беловатого цвета, на воздухе приобретает оранжевый или красноватый оттенок, особенно в нижней части ножки, без особого вкуса и запаха.
- Гименофор пластинчатый, пластинки свободные от ножки, часто расположенные, окрашены в белый цвет, с возрастом коричневеющие.
- Ножка 6—13 см длиной и до 1,5 см толщиной, утончающаяся кверху, с бульбовидным утолщением в основании, с возрастом полая, с светло-серой с розовым оттенком поверхностью. Кольцо располагается в верхней части ножки, двойное, белого цвета.
- Споровый порошок белого цвета. Споры 7—11×5—7 мкм, яйцевидной или миндалевидной формы, гладкие, с порой прорастания, гиалиновые, декстриноидные.
- Гриб съедобен, однако не рекомендуется к употреблению из-за близости к некоторым ядовитым видам.

## Ареал и экология
Встречается одиночно или небольшими группами, в широколиственных, чаще всего дубовых, лесах, в юго-восточной части Северной Америки.

## Сходные виды
- Chlorophyllum molybdites (G. Mey.) Massee, 1898
- Chlorophyllum rhacodes (Vittad.) Vellinga, 2002
- Leucoagaricus americanus (Peck) Vellinga, 2000
- Macrolepiota procera (Scop.) Singer, 1948